# Sonny Terry
 (février 2020).
Saunders Terrell, plus connu sous le nom de Sonny Terry, est un chanteur et harmoniciste américain de blues, né le 24 octobre 1911 à Greensboro (Géorgie) et mort le 11 mars 1986 à Mineola (État de New York).

## Biographie
Son père, un fermier lui apprend très tôt à jouer de l'harmonica. Mais blessé aux yeux, il perd la vue à l'âge de 16 ans, ce qui peut-être lui évitera de continuer sa vie comme fermier. Il doit continuer de gagner sa vie avec sa musique.
Il commence à jouer à Shelby (Caroline du Nord). À la mort de son père, il rencontre Blind Boy Fuller et se met à jouer avec lui (il enregistrera avec lui en 1937).
En 1938 et 1939, Sonny Terry joue au Carnegie Hall à New York pour les fameux concerts From Spirituals to Swing organisés par John Hammond, aux côtés de Count Basie, Benny Goodman, Big Joe Turner ou Big Bill Broonzy. Le choix d'Hammond s'est d'abord porté sur Blind Boy Fuller, mais celui-ci étant en prison, le producteur a la chance de rencontrer Sonny Terry et l'invite. Plus tard, Terry enregistre également pour la Bibliothèque du Congrès.
À la mort de Fuller (en 1941), il entame une longue collaboration avec le guitariste Brownie McGhee. Leur duo sera apprécié par le public blanc et ils rejoindront le mouvement folk des années 1950-60. Il collaboreront avec Woodie Guthrie et Moses Asch pour les disques Folkways Records.
Sonny Terry entre au Blues Hall of Fame, un an après sa mort, en 1987.
Sonny Terry a su chanter le blues et le jouer à l'harmonica en faisant de cet instrument un complément du chant. Son jeu est particulier, il a su allier rythmiques, soli et chant. Son morceau Lost John est un très bel exemple de cette technique musicale si caractéristique.

## Discographie
- Songs for Victory: Music for Political Action, avec les Union Boys (1944)
- Sonny Terry's Washboard Band (Folkways, 1955)
- Folk Songs of Sonny Terry and Brownie McGhee (Roulette, 1958)
- Sonny Terry & Brownie McGhee (Fantasy 3254, 1958)
- Blues with Big Bill Broonzy, Sonny Terry and Brownie McGhee (Folkways, 1959)
- Down South Summit Meetin' (World Pacific, 1960), avec Brownie McGhee, Lightnin' Hopkins et Big Joe Williams
- Down Home Blues (Bluesville, 1960), avec Brownie McGhee
- Blues in My Soul (album de Brownie McGhee et Sonny Terry) (Bluesville 1033, September 1960)
- Brownie's Blues (Bluesville, 1960), avec Brownie McGhee
- Sonny's Story (Bluesville, 1960)
- Last Night Blues (Bluesville, 1960 [1961]), avec Lightnin' Hopkins
- Sonny Is King (Bluesville, 1960/62 [1963]), avec Lightnin' Hopkins et Big Joe Williams
- Blues Hoot (Horizon, 1961 [1963])
- Sonny Terry and His Mouth Harp (Stinson, 1963 [1963])
- Chain Gang Special (Everest FS-206 1965 ?)
- Brownie McGhee, Sonny Terry at The Bunkhouse (Smash, 1965)[3]
- Sing & Play (Society, 1966)
- Sonny Terry's New Sound: The Jawharp in Blues and Folk Music, avec Brownie McGhee & J. C. Burris (Folkways, 1968)
- A Long Way from Home (BluesWay, 1969)
- I Couldn't Believe My Eyes (BluesWay, 1969 [1973])
- Sonny & Brownie (A&M Records, 1973)
- Robbin' the Grave (Blue Labor, 1974)
- Whoopin’, avec Johnny Winter et Willie Dixon (Alligator, 1984)
- Brownie McGhee and Sonny Terry Sing (Smithsonian Folkways, 1990)
- Whoopin' the Blues: The Capitol Recordings, 1947–1950 (Capitol, 1995)